# York (Alabama)
York è un comune degli Stati Uniti d'America situato nella contea di Sumter dello Stato dell'Alabama.